# Shilyavar
Shilyavar (azerbajdzjanska: Şiləvar) är en ort i Azerbajdzjan.   Den ligger i distriktet Lənkəran Rayonu, i den sydöstra delen av landet, 200 km söder om huvudstaden Baku. Antalet invånare är 2 285.
Terrängen runt Shilyavar är platt åt nordost, men åt sydväst är den kuperad. Trakten är tätbefolkad. Närmaste större samhälle är Lankaran, 1,9 km öster om Shilyavar.
Trakten runt Shilyavar består till största delen av jordbruksmark.